# Karibu
Karibu (Amigos del Pueblo Africano) es una organización no gubernamental española con fines humanitarios y sin ánimo de lucro, así como independiente, aconfesional y apolítica. La asociación proporciona apoyo humanitario integral a refugiados e inmigrantes subsaharianos.

## Historia
Karibu, que significa "bienvenido" en suajili, fue creada por una serie de personas vinculadas de diversas formas con África que fue testigo de la llegada de los primeros africanos a Madrid a finales de la década de 1980 y de la grave marginación que sufrieron. La situación fue empeorando hasta producirse los lamentables acontecimientos de la década de 1990 cuando una gran cantidad de subsahrianos se instalaron en Plaza de España y Méndez Álvaro por no tener donde vivir, llegando incluso a morir una persona a causa del frío. 
Se constituyó como asociación el 14 de enero de 1991 y pasó a ser declarada Entidad de Utilidad Pública en 1995. Forma parte de la Federación Red Acoge, formada por 20 asociaciones que se dedican a atender a migrantes en España. La asociación ofrece, entre otras cosas, orientación y asesoramiento jurídico y cuenta con centro médico, centros de formación y hogares de acogida para personas con necesidades urgentes. Además, su centro de formación y promoción de la mujer facilita la integración en la sociedad de mujeres de origen africano que llegan huyendo de la extrema pobreza o de la violencia en sus países de origen.

## Premios y reconocimientos
La asociación ha recibido las siguientes distinciones:
- 1995: Medalla de Oro de la Cruz Roja
- 2000: Premio a la Fraternidad concedido por la revista Mundo Negro
- 2008: Premio al Voluntariado de la Secretaría de Estado de Política Social y Familiar[11]
- 2023: VII Premio Francisca de Pedraza contra la Violencia de Género.[12][13]